# Москва (отель)
Отель Москва (серб. Хотел Москва / Hotel Moskva; бывшая Палата Россия, серб. Палата Росија / Palata Rosija) — отель в Белграде на пересечении площади Теразие и улицы Балканской. Построен по проекту архитектора Йована Илкича и группы архитекторов из Санкт-Петербурга.
Строительство здания началось весной 1905 года, а торжественное открытие состоялось 14 января 1908 года. Это был самый большой частный дом в Королевстве Сербии, находился всего в 100 метрах от королевского дворца. На стенах здания была размещена надпись «Палата Россия». Памятник культуры.

## История

### Задумка
Директор сербской судоходной компании Светозар Вукадинович, владелец постоялого двора «Великая Сербия» на площади Теразие, отправился в Россию в поисках страховой компании, готовой на его владениях построить великолепное здание. Главный директор общества «Россия» Роман Иванович Поицл согласился с идеей Вукадиновича. Конкурс на страхование строительной компании «Россия» был объявлен в 1905 году. Первый приз в конкурсе получил архитектор Виктора Ковачич из Загреба, а Йован Илкич получил второй приз. Тем не менее, директорат страховой компании «Россия» отдал предпочтение проекту Илкича.

### Строительство
Строительство дворца началось в марте 1905 года. В фундаменте были установлены 82 деревянные балки 5 метров в длину и толщиной 30 сантиметров, затем 30 вагонов сварных железных прутьев длиной 9 метров, 10 вагонов твёрдого камня из Рипаня. На фундамент поставили бетонную плиту толщиной в 2,2 метра.

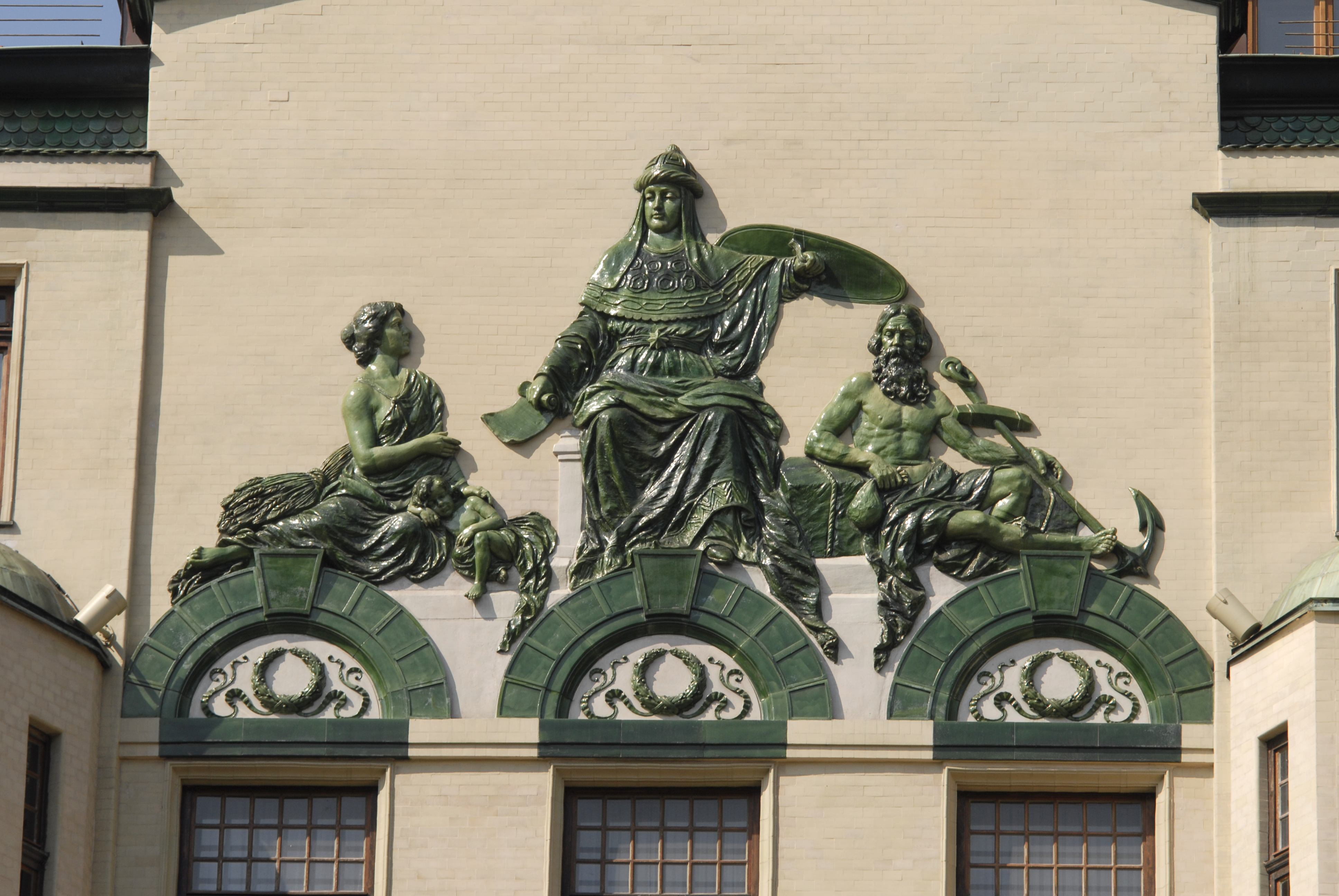
Деталь хроматического фасада

К возведению стен приступили лишь весной 1906 года. Работы велись Карло Кнолом и каменщиками из Црна-Трава. Технадзор выполнял архитектор Йован Илкич. Железобетонными работами руководил архитектор Матиас Шнайдер. Поверхность наружных стен от первого этажа до крыши покрыта желтоватым плитками, а украшена зеленым орнаментом. Керамическое покрытие привезли из Печуя, с фабрики Жолнаи, в которой до сих пор хранится пресс-форма. Лестница вырезана из рипаньского и шведского гранита.
Здание в стиле модерн было завершено в 1907 году. Общая стоимость постройки составила 2 миллиона золотых динаров. На тот момент это был самый большой отель в Белграде, с 50 кроватями и номерами на всех трёх этажах. Здание отеля Москва достигло высокой степени стилистической свободы этого периода и приблизилось к элементам современной архитектуры. Настенные полотна лишены горизонтальных венков, пилястра. Использование мрамора, керамической плитки и глиняной опалубки фасада ознаменовало сочетание стиля модерн с новыми, качественными и прочными материалами. Большая часть поверхности фасада покрыта зелёной керамической плиткой, в связи с чем здание относится к одним из редких в Белграде, с хроматическим фасадом.

### Открытие

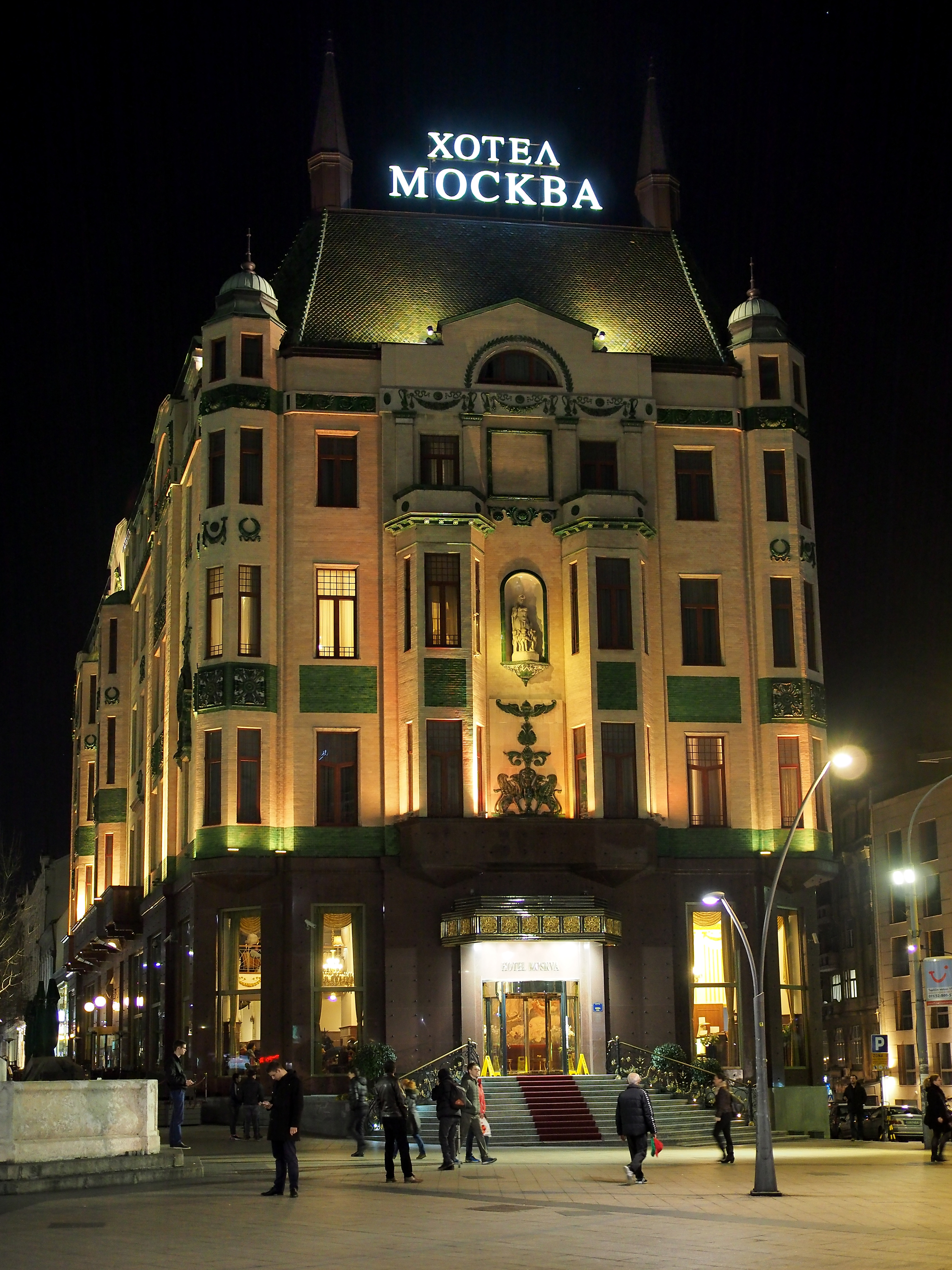
Отель Москва ночью

Церемония открытия состояла из двух частей. На сербский Новый год 14 января 1908 года с придворным оркестром король Пётр I Карагеоргиевич открыл дворец «Россия» и отель Москва. Торжественное открытие и празднование 17 января 1908 года прошло под звуки концерта Королевской Гвардии. В здании «России» расположились отель, кафе, ресторан, квартиры в аренду и офисы, также филиалы страхового общества «Россия», чьим директором был назначен Светозар Вукадинович. Строительство «России» стало крупной русской политической инвестицией в Королевство Сербия, что не понравилось другим державам.

### Судьба
В апреле 1941 года отель сильно пострадал в ходе бомбардировок. В реконструкции отеля после войны принимал участие Георгий Иванович Самойлов. Он расписал витражи по мотивам русских сказок, рассказов о путешествиях, кораблях, нимфах, с цветами, русской церковью, Москвой и Кремлём. Также выложил мозаики на этажах, изобразив Россию и Москву, русских эмигрантов в Сербии.
Реконструкция отеля после 4 лет работы завершена в 2013 году.